# The Early Beatles
The Early Beatles —en español: ‘Los primeros Beatles’— es un álbum estadounidense que recopila básicamente el cancionero del primer álbum de la banda británica The Beatles. Fue el sexto álbum de la banda lanzado por la discográfica estadounidense Capitol Records, y su octavo álbum que apareció en el mercado estadounidense. El álbum, publicado en marzo de 1965, era esencialmente una reedición del disco Introducing... The Beatles editado a principios de 1964 por Vee-Jay Records. Al perder ésta los derechos de publicación de las canciones de los Beatles, Capitol Records decidió reeditar este primer álbum bajo su propio sello, aunque ligeramente modificado. La foto de la portada utilizada en este disco fue la que apareció en la contraportada del LP británico Beatles for Sale. 
Aunque Vee-Jay había recopilado hasta cuatro álbumes con las canciones del primer disco oficial de los Beatles (todos los cuales habían subido a las listas de éxito en Estados Unidos), cuando se reeditó este álbum en Capitol, aún seguía vendiéndose bien e incluso, llegó a subir al Top 50 de las listas musicales estadounidenses.
The Early Beatles estuvo disponible en CD como parte de The Capitol Albums Vol. 2, junto a los tres álbumes que le seguían en la discografía estadounidense del grupo (Beatles VI, Help! y Rubber Soul).

## Las canciones
El álbum incluía once de las catorce canciones del primer LP británico del grupo Please Please Me. Los temas no incluidos fueron: "I Saw Her Standing There" (ya aparecido en Meet the Beatles!), "Misery", y "There's a Place". Estas dos últimas canciones fueron incluidas en la versión estadounidense del álbum Rarities en 1980, también lanzado por Capitol Records.

## Lista de canciones
Todas las canciones escritas y compuestas por John Lennon-Paul McCartney, excepto donde está indicado. 
| Cara 1 |                                              |                     |          |  |
| N.º    | Título                                       | Vocalista principal | Duración |  |
| 1.     | «Love Me Do»                                 | McCartney y Lennon  | 2:19     |  |
| 2.     | «Twist and Shout» (Bert Russell-Phil Medley) | Lennon              | 2:32     |  |
| 3.     | «Anna (Go to Him)» (Arthur Alexander)        | Lennon              | 2:56     |  |
| 4.     | «Chains» (Gerry Goffin-Carole King)          | Harrison            | 2:21     |  |
| 5.     | «Boys» (Dixon-Farrell)                       | Starr               | 2:24     |  |
| 6.     | «Ask Me Why»                                 | Lennon              | 2:24     |  |
| 14:56  |                                              |                     |          |  |

| Cara 2 |                                            |                     |          |  |
| N.º    | Título                                     | Vocalista principal | Duración |  |
| 1.     | «Please Please Me»                         | Lennon y McCartney  | 2:00     |  |
| 2.     | «P.S. I Love You»                          | McCartney           | 2:02     |  |
| 3.     | «Baby It's You» (David-Williams-Bacharach) | Lennon              | 2:36     |  |
| 4.     | «A Taste of Honey» (Ric Marlow)            | McCartney           | 2:02     |  |
| 5.     | «Do You Want to Know a Secret»             | Harrison            | 1:55     |  |
| 10:35  |                                            |                     |          |  |

Nota: La canción «A Taste of Honey» apareció acreditada solamente a Ric Marlow en este disco, aunque el tema, en realidad, estaba compuesto por Bobby Scott y Ric Marlow. Las canciones de este álbum compuestas por John Lennon y Paul McCartney estaban firmadas en el orden inverso a como aparecieron en sus primeros discos de Inglaterra (McCartney—Lennon).

## Personal
The Beatles
- John Lennon — vocalista, guitarra rítmica, guitarra acústica electrificada, armónica.
- Paul McCartney — vocalista, bajo.
- George Harrison — vocalista, guitarra solista, guitarra acústica electrificada.
- Ringo Starr — batería, vocalista, pandereta, maracas.

Músicos adicionales
- George Martin — piano en «Baby It's You»
- Andy White — batería en «Love Me Do» y «P.S. I Love You»

Producción
- George Martin — productor
- Norman Smith — ingeniero

## Posición en las listas de éxitos
| País           | Lista (1965) | Posición más alta |
| -------------- | ------------ | ----------------- |
| Estados Unidos | Billboard    | N.º 43            |
| Estados Unidos | Record World | N.º 29            |
| Estados Unidos | Cash Box     | N.º 24            |